# Zootermopsis
Zootermopsis is een geslacht van in hout borende termieten (Isoptera) uit de familie Termopsidae. De wetenschappelijke naam van het geslacht is voor het eerst geldig gepubliceerd in 1933 door Alfred Edwards Emerson.
Dit geslacht komt voor in bosgebieden in het westen van Noord-Amerika. Het omvat de grootste termieten die in de Verenigde Staten zijn aangetroffen.

## Soorten
Er zijn drie soorten beschreven, plus een fossiele:
- Zootermopsis angusticollis, van het zuiden van Brits-Columbia tot het noorden van Baja California, vooral levend in vochtige kuststreken. Dit is de meest verspreide soort, die uitgebreid is bestudeerd;
- Zootermopsis nevadensis die ongeveer in hetzelfde gebied voorkomt maar dan meer in drogere, koelere streken tot in het westen van de staat Montana. Van deze soort zijn er twee ondersoorten: Z. nevadensis nevadensis en Z. nevadensis nuttingi;
- Zootermopsis laticeps, die voorkomt in het zuidoosten van Arizona en het zuidwesten van New Mexico. Z. laticeps is de grootste van de drie soorten, met soldaten die 16 tot 22 mm lang zijn.
- Zootermopsis coloradensis, fossiel uit het Eoceen (ongeveer 37 tot 34 miljoen jaar oud), gevonden in het Florissant Fossil Beds National Monument in Colorado.[3]

De kolonies van deze termieten maken nesten in zieke of rottende bomen, waarin ze een uitgebreid gangenstelsel maken. Ze beschadigen ook houten woningen, meubels en andere houten constructies; met name Z. angusticollis is een gekende plaag.